# Ipparco Baccich
Ipparco Baccich (Fiume, 2 agosto 1890 – Cima Grande, 12 ottobre 1916) è stato un patriota e militare italiano.

## Vita
Nato da Eugenio e Isolina Girardelli e appartenente ad una nota famiglia di patrioti fiumani (i sei figli della coppia ebbero tutti nomi che iniziavano con la lettera "I" come "Italia"), ancora studente fu fra i fondatori della Giovine Fiume, una delle associazioni irredentistiche operanti in città.
Trasferitosi a Firenze per gli studi, non rispose alla chiamata per la leva militare austroungarica nel 1912, e di conseguenza fu considerato renitente alla leva. All'entrata in guerra dell'Italia contro l'Impero austro-ungarico si arruolò volontario nei Bersaglieri, raggiungendo il grado di tenente, così come si arruolarono volontari i fratelli Icilio e Iti (sopravvissuti alla guerra, successivamente modificarono il proprio cognome in Bacci). Ferito in Albania nel dicembre 1915, cadde sulla Cima Grande (Veliki Hribak) nel Carso il 12 ottobre 1916, alla testa di una compagnia del 77º Reggimento Fanteria.
Proposto per la Medaglia d'oro al Valor Militare, gli fu assegnata la Medaglia d'argento, con la seguente motivazione:

## Memoria
Il ricordo della vicenda umana di Ipparco Baccich dopo la guerra fu esaltato in ogni modo. Una delle compagnie dei volontari fiumani di Gabriele D'Annunzio fu chiamata "Ipparco Baccich", e successivamente all'annessione di Fiume all'Italia il suo nome - unitamente agli altri volontari fiumani caduti e decorati Annibale Noferi, Mario Angheben e Vittorio De Marco - fu inserito nel grande monumento ai caduti che venne eretto in città in cima al Molo San Marco. Il monumento venne distrutto dopo l'ingresso dei partigiani jugoslavi in città, a maggio del 1945.
Nel 1931, una nave di proprietà della Società Fiumana di Navigazione venne intitolata a suo nome. Durante la guerra, la nave venne adibita a incrociatore ausiliario. Sempre negli anni '30 vennero chiamate "Ipparco Baccich" sia una scuola elementare nella località dell'entroterra fiumano di Suonecchia (Mattuglie) che una via della città di Fiume.